# Telothyria fimbricura
Telothyria fimbricura là một loài ruồi trong họ Tachinidae.